# Định lý Van Aubel

Định lý van Aubel: OQ=PR và OQ vuông góc với PR

Định lý Van Aubel có thể là một trong hai định lý trong lĩnh vực hình học phẳng đó là định lý Van Aubel cho tứ giác và định lý van Aubel cho tam giác.

## Định lý van Aubel về tứ giác
Nội dung định lý nói về mối quan hệ của các hình vuông cùng vẽ ra ngoài hoặc cùng vẽ vào trong của một tứ giác. Định lý được đặt theo tên H. H. van Aubel người đã công bố nó năm 1878.
Dựng bốn hình vuông trên các cạnh của tứ giác cùng hướng ra ngoài hoặc cùng hướng vào trong, khi đó tâm của các hình vuông này tạo thành một tứ giác có hai đường chéo vuông góc và bằng nhau.
Định lý này có một số mở rộng, ví dụ:

Đường chéo của tứ giác màu xanh vuông góc và bằng nhau)

Cho bát giác A1A2···A2, gọi Cj với j=1,2,...,8, là tâm của các hình vuông đều dựng ra ngoài hoặc vào trong cạch AjAj+1. Khi đó trung điểm C1C5, C2C6, C3C7, C4C8 là các đỉnh của một tứ giác có hai đường chéo vuông góc và bằng nhau.

## Định lý van Aubel về tam giác
Cho tam giác ABC, P là một điểm trong mặt phẳng, ba đường thẳng AP, BP, CP cắt ba cạnh BC, CA, AB lần lượt tại A', B', C' khi đó ta có hệ thức sau đây:
{\displaystyle {\frac {PA}{PA'}}={\frac {B'A}{B'C}}+{\frac {C'A}{C'B}}}